# Krtinovica
Krtinovica – wieś w Słowenii, w gminie Sežana. W 2018 roku liczyła 8 mieszkańców.